# Subsidio a la exportación
El subsidio a la exportación es una política del gobierno para fomentar la exportación de bienes y desalentar la venta de bienes en el mercado interno a través de pagos directos, préstamos a bajo costo, desgravación fiscal para los exportadores o publicidad internacional financiada por el gobierno. Un subsidio a la exportación reduce el precio pagado por los importadores extranjeros, lo que significa que los consumidores nacionales pagan más que los consumidores extranjeros. La Organización Mundial del Comercio (OMC) prohíbe la mayoría de las subvenciones directamente relacionadas con el volumen de las exportaciones, excepto para los PMD. El gobierno de un país otorga incentivos a los exportadores para fomentar la exportación de bienes.
Los subsidios a la exportación también se generan cuando los apoyos de los precios internos, como en un precio mínimo garantizado para un producto básico, generan más producción de la que se puede consumir internamente en el país. (Estos apoyos de precios suelen ir acompañados de aranceles de importación, que mantienen el precio interno alto al desalentar o gravar las importaciones sobre la diferencia entre el precio mundial y el mínimo obligatorio). En lugar de dejar que el producto se pudra o destruir, el gobierno lo exporta. Arabia Saudita es un exportador neto de trigo, Japón a menudo es un exportador neto de arroz.
En la Décima Conferencia Ministerial de la OMC, que se celebró en Nairobi, Kenia, del 15 al 19 de diciembre de 2015, los Estados miembros de la OMC acordaron eliminar los subsidios a la exportación de productos agrícolas. Las naciones menos desarrolladas tenían hasta finales de 2018 para eliminar los subsidios a las exportaciones agrícolas (hasta el 1 de enero de 2017 en relación con las exportaciones de algodón), mientras que los países desarrollados acordaron eliminar la mayoría de esos subsidios de inmediato.
Los subsidios a la exportación pueden causar inflación: el gobierno subsidia la industria en base a los costos, pero un aumento en el subsidio se gasta directamente en aumentos salariales exigidos por los empleados. Ahora los salarios en la industria subsidiada son más altos que en otros lugares, lo que hace que los otros empleados exijan salarios más altos, que luego se reflejan en los precios, lo que genera inflación en todas partes de la economía.
Algunos países otorgan subsidios indirectos a la exportación en forma de reducciones de impuestos. En los Estados Unidos, los exportadores  de bienes fabricados en los Estados Unidos pueden obtener una reducción de impuestos utilizando una Corporación de Ventas Internacional con Cargo por Intereses (IC-DISC).